# Habitació xinesa
El test de l'habitació xinesa és un experiment mental, proposat originalment per John Searle i popularitzat per Roger Penrose, mitjançant el qual es tracta de rebatre la validesa del Test de Turing i de la creença que una màquina pot arribar a pensar.
Searle s'enfronta a l'analogia entre ment i ordinador quan es tracta d'abordar la qüestió de la consciència. La ment implica no només la manipulació de símbols, sinó que a més a més d'una sintaxi fa servir una semàntica.

## Strong AI
John Searle identifica una posició filosòfica que anomena «Strong AI» com: Un equip degudament programat amb les correctes entrades i sortides del que seria tenir una ment en exactament el mateix sentit que els éssers humans tenen una ment.
La formulació original de Searle era: «Una computadora adequadament programada és en realitat una ment, en el sentit que de les computadores amb els programes adequats es pot dir, literalment, que poden conèixer i entendre altres estats cognitius». «Strong AI» és definida de manera similar per Russell: «L'afirmació que les màquines podrien «actuar» de forma intel·ligent (o, potser millor, «actuar» com si fossin intel·ligents) és anomenada pels filòsofs «hipòtesi Weak AI».
L'afirmació que les màquines que ho fan «pensen realment s'anomena «hipòtesi Strong AI» (en contraposició a la de «simular que pensen o «hipòtesi Weak AI») wuw :)

## Descripció del test

### Searle i la «Strong AI"
El 1955, quan Herbert Simon i Allen Newell van escriure que «ara hi ha màquines que llegeixen, aprenen i poden crear» donaven a entendre que s'havia donat una solució al problema «ment-cos». Per ells, l'ordinador era una ment.
Però Searle en el seu text de «Ments, Cervells, Ciència» ataca aquest pensament, i amb l'experiment de l'Habitació Xinesa mostra com una màquina pot, si més no, dur a terme una acció sense entendre el que fa ni perquè ho fa. Per tant, segons Searle la lògica usada per les computadores no és res més que una que no busca el contingut en l'acció (al contrari de la usada normalment pels éssers humans).

### L'experiment de l'habitació xinesa
Suposem que han passat molts anys, i que l'ésser humà ha construït una màquina aparentment capaç d'entendre l'idioma xinès, la qual rep certs inputs (dades d'entrada) que li dona un parlant natural d'aquest idioma; aquests inputs serien els signes que se li introdueixen a l'ordinador, que més tard proporciona una resposta en el seu output (dada de sortida). Suposem al seu torn que aquest ordinador supera fàcilment la Prova de Turing, ja que convenç al parlant de l'idioma xinès que sí que entén completament l'idioma, i per això el xinès dirà que l'ordinador entén el seu idioma.
Ara Searle ens demana que suposem que ell està dins d'aquest ordinador completament aïllat de l'exterior, excepte per algun tipus de dispositiu (una ranura per a fulles de paper, per exemple) pel qual poden entrar i sortir textos escrits en xinès.
Suposem també que fora de la sala o ordinador hi ha el mateix xinès que va creure que l'ordinador entenia el seu idioma i dins d'aquesta sala hi ha en Searle, que no sap ni una sola paraula en aquest idioma, però està equipat amb una sèrie de manuals i diccionaris que li indiquen les regles que relacionen els caràcters xinesos (alguna cosa semblant a «Si entren tal i tal caràcters, escriu tal i tal altres").
D'aquesta manera Searle, que manipula aquests textos, és capaç de respondre a qualsevol text en xinès que se li introdueixi, ja que té el manual amb les regles de l'idioma, i així pot fer creure a un observador extern que ell sí que entén xinès, encara que mai no hagi parlat ni llegit aquest idioma.
Donada aquesta situació cal preguntar-se:
- Com pot Searle respondre si no entén l'idioma xinès?
- És que els manuals saben xinès?
- Es pot considerar tot el sistema de la sala (diccionaris, Searle i les seves respostes) com, un sistema que entén xinès?

D'acord amb els creadors de l'experiment, els defensors de la «Strong AI» -els que afirmen que programes d'ordinador adequats poden comprendre el llenguatge natural o posseir altres propietats de la ment humana, no simplement simular-les, han d'admetre que, o bé la sala comprèn l'idioma xinès, o bé el passar el test de Turing no és prova suficient d'intel·ligència. Per als creadors de l'experiment, cap dels components de l'experiment no comprèn el xinès, i per tant, encara que el conjunt de components superi el test, el test no confirma que en realitat la persona entengui el xinès, ja que com sabem Searle no coneix aquest idioma.

### L'argument de l'habitació xinesa
Això és així en el context de la següent argumentació:
1. Si la «Strong AI» és vertadera, hi ha un programa per a l'idioma xinès tal que qualsevol mecanisme que l'executi entén xinès.
2. Una persona pot executar mecànicament un programa per a l'idioma xinès sense entendre l'idioma xinès.
3. Els arguments de la «Strong AI» són falsos perquè en realitat el sistema no entén el xinès, només simula entendre'l.

Una puntualització important: Searle no nega que les màquines puguin pensar -el cervell és una màquina i pensa-, nega que en fer-ho apliquin un programa.

## Crítiques a l'experiment de l'habitació xinesa
L'experiment mental de l'habitació xinesa confirmaria la premissa 2, segons el parer dels seus defensors.
Segons el parer dels seus detractors, la premissa 2 basada en la inferència a partir de l'experiment mental no és concloent. Les objeccions solen seguir una de les tres línies següents:
- Encara que l'habitant de l'habitació no entengui xinès, és possible que el sistema més ampli format per l'habitació, els manuals i l'habitant entenguin el xinès.

- Una persona manipulant signes escrits dins d'una habitació estàtica no és l'únic candidat possible per ocupar el lloc de sistema computacional capaç d'entendre xinès. Hi ha altres models possibles:

a) un robot capaç d'interaccionar amb l'entorn i aprendre d'aquest;
b) un programa que reguli els processos neuronals involucrats en la comprensió del xinès, etc. No hi ha raó per dir que aquests models només exhibeixen una comprensió aparent, com en el cas de l'habitació i el seu habitant, però són models d'intel·ligència artificial.
- Si la conducta de l'habitació no és evidència suficient que entén xinès, tampoc no pot ser-ho la conducta de cap persona. Es fa ús d'una figura retòrica tractant de desfigurar el concepte d'entesa, ja que és absurd dir que la màquina no pot «respondre en xinès a un home» perquè «no entén realment el xinès", per entendre d'aquesta manera «s'ha de ser capaç de crear la idea d'acord amb la forma conceptual", aquesta teoria de la idea potser és una mica més «idealista» que científica. En qualsevol cas la ment d'un home es basa en algoritmes més complexos i més costosos de processar que els que actualment tenen els actuals ordinadors. És qüestió de temps.

- L'adquisició d'enteniment (el que podem anomenar intel·ligència) és un procés evolutiu, en el qual es poden aplicar diferents tècniques i eines que comportin l'individu a un aprenentatge (en aquest cas de l'idioma xinès), per la qual cosa es fa necessari establir nivells d'entesa en el temps.

## Respostes als Arguments en contra de l'habitació xinesa
- Encara que és veritat que el sistema gestiona el xinès, en realitat no entén l'idioma, és a dir, la persona dins de la cambra fa el que fa sense entrendre el que fa. Per tant, el fet que un ordinador gestioni una llengua, no significa que entengui el que fa, només significa que realitza una acció.[Cal aclariment]

- Al seu torn, la persona que gestiona el xinès «no forçosament» l'ha d'entendre com fa una persona, el que tracta de mostrar l'exemple és el com les computadores no entenen el que gestionen i només segueixen unes regles prefixades sense haver d'entendre-les.

- L'última proposició té moltes contradiccions, per exemple se sap que els que estan llegint aquestes paraules sí que entenen l'idioma, al contrari de l'ordinador, que només gestiona informació sintàctica (és a dir que només gestiona una acció, sense contingut propi), els humans fem servir informació semàntica (amb contingut, fet que ens assegura que comprenem el que fem, ja que a allò que fem, hi veiem contingut).

- Que un sistema pugui respondre a accions amb una acció, no vol dir que tingui Intel·ligència en si mateix, tot el que fa per respondre a les accions amb una acció és incomprensible per ell, simplement respon a les accions amb una acció que succeeix mitjançant inferències, creant relacions i agrupant, per determinar una conclusió prou i probable de ser errònia. És fins ara impossible poder demostrar el contrari, ja que no hi ha manera de plasmar el biològic en una màquina, i el biològic és summament complex, més encara que l'artificial, l'artificial en crear-se és comprensible en la seva totalitat, en canvi hi ha certes parts del biològic que encara no es poden interpretar, com és el cas de la intel·ligència dels éssers. L'ésser humà té capacitats que mai no podran ser imitades per una màquina, simplement per ser biològic, natural.